# Liste der Nummer-eins-R&B-Alben in den USA (2017)
Dies ist eine Liste der Nummer-eins-Alben in den von Billboard ermittelten Verkaufscharts für R&B/Hip-Hop-, R&B- sowie Rap-Alben in den USA im Jahr 2017. In diesem Jahr gab es dreizehn Nummer-eins-Alben.

## R&B-Alben (Top 25)
| ← 2016 ← | Liste der Nummer-eins-R&B-Alben in den USA | Liste der Nummer-eins-R&B-Alben in den USA | Liste der Nummer-eins-R&B-Alben in den USA | 2018 →                    |
| \| Zeitraum \| Wo. ges. \| Interpret \| Titel \| Zusätzliche Informationen \| \| (Zeitraum, Wochen auf Platz eins, Interpret, Titel, zusätzliche Informationen) \| \| \| \| \| \| ------------------------------------------------------------------------------ \| -------- \| ------------------------- \| ----------------------------- \| ------------------------- \| \| 31. Dezember 2016 – 10. Februar 2017 6 Wochen (insgesamt 7) \| 7 \| Bruno Mars \| 24K Magic[1] \| – \| \| 11. Februar 2017 – 17. Februar 2017 1 Woche (insgesamt 2) \| 2 \| The Weeknd \| Starboy[2] \| – \| \| 18. Februar 2017 – 24. Februar 2017 1 Woche (insgesamt 1) \| 1 \| Kehlani \| SweetSexySavage[3] \| – \| \| 25. Februar 2017 – 3. März 2017 1 Woche (insgesamt 3) \| 3 \| The Weeknd \| Starboy \| – \| \| 4. März 2017 – 14. April 2017 6 Wochen (insgesamt 13) \| 13 \| Bruno Mars \| 24K Magic \| – \| \| 15. April 2017 – 21. April 2017 1 Woche (insgesamt 1) \| 1 \| Trey Songz \| Tremaine the Album[4] \| – \| \| 22. April 2017 – 19. Mai 2017 4 Wochen (insgesamt 17) \| 17 \| Bruno Mars \| 24K Magic \| – \| \| 20. Mai 2017 – 26. Mai 2017 1 Woche (insgesamt 1) \| 1 \| Mary J. Blige \| Strength of a Woman[5] \| – \| \| 27. Mai 2017 – 16. Juni 2017 3 Wochen (insgesamt 20) \| 20 \| Bruno Mars \| 24K Magic \| – \| \| 17. Juni 2017 – 23. Juni 2017 1 Woche (insgesamt 1) \| 1 \| Bryson Tiller \| True to Self[6] \| – \| \| 24. Juni 2017 – 30. Juni 2017 1 Woche (insgesamt 21) \| 21 \| Bruno Mars \| 24K Magic \| – \| \| 1. Juli 2017 – 7. Juli 2017 1 Woche (insgesamt 1) \| 1 \| SZA \| Ctrl[7] \| – \| \| 8. Juli 2017 – 14. Juli 2017 1 Woche (insgesamt 22) \| 22 \| Bruno Mars \| 24K Magic \| – \| \| 15. Juli 2017 – 21. Juli 2017 1 Woche (insgesamt 20) \| 20 \| Prince and The Revolution \| Purple Rain[8] \| – \| \| 22. Juli 2017 – 4. August 2017 2 Wochen (insgesamt 24) \| 24 \| Bruno Mars \| 24K Magic \| – \| \| 5. August 2017 – 25. August 2017 3 Wochen (insgesamt 3) \| 3 \| Khalid \| American Teen[9] \| – \| \| 26. August 2017 – 1. September 2017 1 Woche (insgesamt 2) \| 2 \| SZA \| Ctrl \| – \| \| 2. September 2017 – 15. September 2017 2 Wochen (insgesamt 5) \| 5 \| Khalid \| American Teen \| – \| \| 16. September 2017 – 13. Oktober 2017 4 Wochen (insgesamt 4) \| 4 \| XXXTentacion \| 17[10] \| – \| \| 14. Oktober 2017 – 20. Oktober 2017 1 Woche (insgesamt 1) \| 1 \| Jhené Aiko \| Trip[11] \| – \| \| 21. Oktober 2017 – 17. November 2017 4 Wochen (insgesamt 9) \| 9 \| Khalid \| American Teen \| – \| \| 18. November 2017 – 22. Dezember 2017 5 Wochen (insgesamt 5) \| 5 \| Chris Brown \| Heartbreak on a Full Moon[12] \| – \| \| 23. Dezember 2017 – 29. Dezember 2017 1 Woche (insgesamt 1) \| 1 \| Miguel \| War & Leisure[13] \| – \| |                                            |                                            |                                            |                           |
| ← 2016 |                                            |                                            |                                            | → 2018 →                  |
| Zeitraum | Wo. ges.                                   | Interpret                                  | Titel                                      | Zusätzliche Informationen |
| (Zeitraum, Wochen auf Platz eins, Interpret, Titel, zusätzliche Informationen) |                                            |                                            |                                            |                           |
| 31. Dezember 2016 – 10. Februar 2017 6 Wochen (insgesamt 7) | 7                                          | Bruno Mars                                 | 24K Magic                                  | –                         |
| 11. Februar 2017 – 17. Februar 2017 1 Woche (insgesamt 2) | 2                                          | The Weeknd                                 | Starboy                                    | –                         |
| 18. Februar 2017 – 24. Februar 2017 1 Woche (insgesamt 1) | 1                                          | Kehlani                                    | SweetSexySavage                            | –                         |
| 25. Februar 2017 – 3. März 2017 1 Woche (insgesamt 3) | 3                                          | The Weeknd                                 | Starboy                                    | –                         |
| 4. März 2017 – 14. April 2017 6 Wochen (insgesamt 13) | 13                                         | Bruno Mars                                 | 24K Magic                                  | –                         |
| 15. April 2017 – 21. April 2017 1 Woche (insgesamt 1) | 1                                          | Trey Songz                                 | Tremaine the Album                         | –                         |
| 22. April 2017 – 19. Mai 2017 4 Wochen (insgesamt 17) | 17                                         | Bruno Mars                                 | 24K Magic                                  | –                         |
| 20. Mai 2017 – 26. Mai 2017 1 Woche (insgesamt 1) | 1                                          | Mary J. Blige                              | Strength of a Woman                        | –                         |
| 27. Mai 2017 – 16. Juni 2017 3 Wochen (insgesamt 20) | 20                                         | Bruno Mars                                 | 24K Magic                                  | –                         |
| 17. Juni 2017 – 23. Juni 2017 1 Woche (insgesamt 1) | 1                                          | Bryson Tiller                              | True to Self                               | –                         |
| 24. Juni 2017 – 30. Juni 2017 1 Woche (insgesamt 21) | 21                                         | Bruno Mars                                 | 24K Magic                                  | –                         |
| 1. Juli 2017 – 7. Juli 2017 1 Woche (insgesamt 1) | 1                                          | SZA                                        | Ctrl                                       | –                         |
| 8. Juli 2017 – 14. Juli 2017 1 Woche (insgesamt 22) | 22                                         | Bruno Mars                                 | 24K Magic                                  | –                         |
| 15. Juli 2017 – 21. Juli 2017 1 Woche (insgesamt 20) | 20                                         | Prince and The Revolution                  | Purple Rain                                | –                         |
| 22. Juli 2017 – 4. August 2017 2 Wochen (insgesamt 24) | 24                                         | Bruno Mars                                 | 24K Magic                                  | –                         |
| 5. August 2017 – 25. August 2017 3 Wochen (insgesamt 3) | 3                                          | Khalid                                     | American Teen                              | –                         |
| 26. August 2017 – 1. September 2017 1 Woche (insgesamt 2) | 2                                          | SZA                                        | Ctrl                                       | –                         |
| 2. September 2017 – 15. September 2017 2 Wochen (insgesamt 5) | 5                                          | Khalid                                     | American Teen                              | –                         |
| 16. September 2017 – 13. Oktober 2017 4 Wochen (insgesamt 4) | 4                                          | XXXTentacion                               | 17                                         | –                         |
| 14. Oktober 2017 – 20. Oktober 2017 1 Woche (insgesamt 1) | 1                                          | Jhené Aiko                                 | Trip                                       | –                         |
| 21. Oktober 2017 – 17. November 2017 4 Wochen (insgesamt 9) | 9                                          | Khalid                                     | American Teen                              | –                         |
| 18. November 2017 – 22. Dezember 2017 5 Wochen (insgesamt 5) | 5                                          | Chris Brown                                | Heartbreak on a Full Moon                  | –                         |
| 23. Dezember 2017 – 29. Dezember 2017 1 Woche (insgesamt 1) | 1                                          | Miguel                                     | War & Leisure                              | –                         |

## Rap-Alben (Top 25)
| ← 2016 ← | Liste der Nummer-eins-R&B-Alben in den USA | Liste der Nummer-eins-R&B-Alben in den USA | Liste der Nummer-eins-R&B-Alben in den USA | 2018 →                    |
| \| Zeitraum \| Wo. ges. \| Interpret \| Titel \| Zusätzliche Informationen \| \| (Zeitraum, Wochen auf Platz eins, Interpret, Titel, zusätzliche Informationen) \| \| \| \| \| \| ------------------------------------------------------------------------------ \| -------- \| -------------------------------- \| --------------------------------- \| ------------------------- \| \| 31. Dezember 2016 – 20. Januar 2017 3 Wochen (insgesamt 3) \| 3 \| J. Cole \| 4 Your Eyez Only[14] \| – \| \| 21. Januar 2017 – 3. Februar 2017 2 Wochen (insgesamt 12) \| 12 \| Original Broadway Cast \| Hamilton: An American Musical[15] \| – \| \| 4. Februar 2017 – 10. Februar 2017 1 Woche (insgesamt 1) \| 1 \| Run the Jewels \| Run the Jewels 3[16] \| – \| \| 11. Februar 2017 – 17. Februar 2017 1 Woche (insgesamt 1) \| 1 \| Post Malone \| Stoney[17] \| – \| \| 18. Februar 2017 – 24. Februar 2017 1 Woche (insgesamt 1) \| 1 \| Migos \| Culture[18] \| – \| \| 25. Februar 2017 – 10. März 2017 2 Wochen (insgesamt 2) \| 2 \| Big Sean \| I Decided[19] \| – \| \| 11. März 2017 – 17. März 2017 1 Woche (insgesamt 1) \| 1 \| Future \| Future[20] \| – \| \| 18. März 2017 – 24. März 2017 1 Woche (insgesamt 1) \| 1 \| Future \| Hndrxx[21] \| – \| \| 25. März 2017 – 7. April 2017 2 Wochen (insgesamt 3) \| 3 \| Future \| Future \| – \| \| 8. April 2017 – 5. Mai 2017 4 Wochen (insgesamt 4) \| 4 \| Drake \| More Life[22] \| – \| \| 6. Mai 2017 – 26. Mai 2017 3 Wochen (insgesamt 3) \| 3 \| Kendrick Lamar \| Damn[23] \| – \| \| 27. Mai 2017 – 2. Juni 2017 1 Woche (insgesamt 1) \| 1 \| Logic \| Everybody[24] \| – \| \| 3. Juni 2017 – 7. Juli 2017 5 Wochen (insgesamt 8) \| 8 \| Kendrick Lamar \| Damn \| – \| \| 8. Juli 2017 – 14. Juli 2017 1 Woche (insgesamt 1) \| 1 \| 2 Chainz \| Pretty Girls Like Trap Music[25] \| – \| \| 15. Juli 2017 – 28. Juli 2017 2 Wochen (insgesamt 2) \| 2 \| DJ Khaled \| Grateful[26] \| – \| \| 29. Juli 2017 – 11. August 2017 2 Wochen (insgesamt 2) \| 2 \| Jay-Z \| 4:44[27] \| – \| \| 12. August 2017 – 18. August 2017 1 Woche (insgesamt 1) \| 1 \| Tyler, the Creator \| Scum Fuck Flower Boy[28] \| – \| \| 19. August 2017 – 8. September 2017 3 Wochen (insgesamt 11) \| 11 \| Kendrick Lamar \| Damn \| – \| \| 9. September 2017 – 15. September 2017 1 Woche (insgesamt 1) \| 1 \| Kodak Black \| Project Baby 2[29] \| – \| \| 16. September 2017 – 13. Oktober 2017 4 Wochen (insgesamt 4) \| 4 \| Lil Uzi Vert \| Luv Is Rage 2[30] \| – \| \| 14. Oktober 2017 – 20. Oktober 2017 1 Woche (insgesamt 1) \| 1 \| Macklemore \| Gemini[31] \| – \| \| 21. Oktober 2017 – 27. Oktober 2017 1 Woche (insgesamt 1) \| 1 \| A Boogie wit da Hoodie \| The Bigger Artist[32] \| – \| \| 28. Oktober 2017 – 3. November 2017 1 Woche (insgesamt 1) \| 1 \| NF \| Perception[33] \| – \| \| 4. November 2017 – 10. November 2017 1 Woche (insgesamt 1) \| 1 \| Gucci Mane \| Mr. Davis[34] \| – \| \| 11. November 2017 – 17. November 2017 1 Woche (insgesamt 1) \| 1 \| Future & Young Thug \| Super Slimey[35] \| – \| \| 18. November 2017 – 1. Dezember 2017 2 Wochen (insgesamt 2) \| 2 \| 21 Savage, Offset & Metro Boomin \| Without Warning[36] \| – \| \| 2. Dezember 2017 – 8. Dezember 2017 1 Woche (insgesamt 2) \| 2 \| Post Malone \| Stoney \| – \| \| 9. Dezember 2017 – 15. Dezember 2017 1 Woche (insgesamt 5) \| 5 \| Lil Uzi Vert \| Luv Is Rage 2 \| – \| \| 16. Dezember 2017 – 29. Dezember 2017 2 Wochen (insgesamt 4) \| 4 \| Post Malone \| Stoney \| – \| |                                            |                                            |                                            |                           |
| ← 2016 |                                            |                                            |                                            | → 2018 →                  |
| Zeitraum | Wo. ges.                                   | Interpret                                  | Titel                                      | Zusätzliche Informationen |
| (Zeitraum, Wochen auf Platz eins, Interpret, Titel, zusätzliche Informationen) |                                            |                                            |                                            |                           |
| 31. Dezember 2016 – 20. Januar 2017 3 Wochen (insgesamt 3) | 3                                          | J. Cole                                    | 4 Your Eyez Only                           | –                         |
| 21. Januar 2017 – 3. Februar 2017 2 Wochen (insgesamt 12) | 12                                         | Original Broadway Cast                     | Hamilton: An American Musical              | –                         |
| 4. Februar 2017 – 10. Februar 2017 1 Woche (insgesamt 1) | 1                                          | Run the Jewels                             | Run the Jewels 3                           | –                         |
| 11. Februar 2017 – 17. Februar 2017 1 Woche (insgesamt 1) | 1                                          | Post Malone                                | Stoney                                     | –                         |
| 18. Februar 2017 – 24. Februar 2017 1 Woche (insgesamt 1) | 1                                          | Migos                                      | Culture                                    | –                         |
| 25. Februar 2017 – 10. März 2017 2 Wochen (insgesamt 2) | 2                                          | Big Sean                                   | I Decided                                  | –                         |
| 11. März 2017 – 17. März 2017 1 Woche (insgesamt 1) | 1                                          | Future                                     | Future                                     | –                         |
| 18. März 2017 – 24. März 2017 1 Woche (insgesamt 1) | 1                                          | Future                                     | Hndrxx                                     | –                         |
| 25. März 2017 – 7. April 2017 2 Wochen (insgesamt 3) | 3                                          | Future                                     | Future                                     | –                         |
| 8. April 2017 – 5. Mai 2017 4 Wochen (insgesamt 4) | 4                                          | Drake                                      | More Life                                  | –                         |
| 6. Mai 2017 – 26. Mai 2017 3 Wochen (insgesamt 3) | 3                                          | Kendrick Lamar                             | Damn                                       | –                         |
| 27. Mai 2017 – 2. Juni 2017 1 Woche (insgesamt 1) | 1                                          | Logic                                      | Everybody                                  | –                         |
| 3. Juni 2017 – 7. Juli 2017 5 Wochen (insgesamt 8) | 8                                          | Kendrick Lamar                             | Damn                                       | –                         |
| 8. Juli 2017 – 14. Juli 2017 1 Woche (insgesamt 1) | 1                                          | 2 Chainz                                   | Pretty Girls Like Trap Music               | –                         |
| 15. Juli 2017 – 28. Juli 2017 2 Wochen (insgesamt 2) | 2                                          | DJ Khaled                                  | Grateful                                   | –                         |
| 29. Juli 2017 – 11. August 2017 2 Wochen (insgesamt 2) | 2                                          | Jay-Z                                      | 4:44                                       | –                         |
| 12. August 2017 – 18. August 2017 1 Woche (insgesamt 1) | 1                                          | Tyler, the Creator                         | Scum Fuck Flower Boy                       | –                         |
| 19. August 2017 – 8. September 2017 3 Wochen (insgesamt 11) | 11                                         | Kendrick Lamar                             | Damn                                       | –                         |
| 9. September 2017 – 15. September 2017 1 Woche (insgesamt 1) | 1                                          | Kodak Black                                | Project Baby 2                             | –                         |
| 16. September 2017 – 13. Oktober 2017 4 Wochen (insgesamt 4) | 4                                          | Lil Uzi Vert                               | Luv Is Rage 2                              | –                         |
| 14. Oktober 2017 – 20. Oktober 2017 1 Woche (insgesamt 1) | 1                                          | Macklemore                                 | Gemini                                     | –                         |
| 21. Oktober 2017 – 27. Oktober 2017 1 Woche (insgesamt 1) | 1                                          | A Boogie wit da Hoodie                     | The Bigger Artist                          | –                         |
| 28. Oktober 2017 – 3. November 2017 1 Woche (insgesamt 1) | 1                                          | NF                                         | Perception                                 | –                         |
| 4. November 2017 – 10. November 2017 1 Woche (insgesamt 1) | 1                                          | Gucci Mane                                 | Mr. Davis                                  | –                         |
| 11. November 2017 – 17. November 2017 1 Woche (insgesamt 1) | 1                                          | Future & Young Thug                        | Super Slimey                               | –                         |
| 18. November 2017 – 1. Dezember 2017 2 Wochen (insgesamt 2) | 2                                          | 21 Savage, Offset & Metro Boomin           | Without Warning                            | –                         |
| 2. Dezember 2017 – 8. Dezember 2017 1 Woche (insgesamt 2) | 2                                          | Post Malone                                | Stoney                                     | –                         |
| 9. Dezember 2017 – 15. Dezember 2017 1 Woche (insgesamt 5) | 5                                          | Lil Uzi Vert                               | Luv Is Rage 2                              | –                         |
| 16. Dezember 2017 – 29. Dezember 2017 2 Wochen (insgesamt 4) | 4                                          | Post Malone                                | Stoney                                     | –                         |